# Allan Kardec
Allan Kardec, tên thật là Hippolyte Léon Denizard Rivail (Lyon, 3 tháng 10 năm, 1804 – Paris, 31 tháng 3 năm 1869) là một bác sĩ và là người đưa thuật thông linh vào đất Pháp. Cái tên "Thông linh học" (Spiritisme trong tiếng Pháp) do chính ông chọn.

## Nghiên cứu
Năm 1850, Kardec nghiên cứu thông linh thông qua 2 cô con gái một người bạn. Cả hai cô này đều là những đồng nữ. Năm 1856 ông cho xuất bản một tác phẩm mang tựa đề Quyển sách về các linh hồn, trong đó ông tổng hợp nhiều cuộc trò chuyện với thế giới bên kia. Tác phẩm này lập tức thành công vang dội. Năm 1858 ông sáng lập Hội nghiên cứu tâm lý và một thời gian sau thì thành lập tờ Tạp chí thông linh. Ông tham dự nhiều hội nghị ở Paris cũng như ở các tỉnh khác và trở nên nổi tiếng. Cả hoàng đế Napoleon III cũng rất thích thú được thảo luận đề tài này với ông. Theo Kardec thì con người tiến hóa về tâm linh nhờ đầu thai nhiều lần. Bản thân ông sở dĩ chọn cho mình bút danh Kardec cũng bởi ông được một linh hồn cho biết trước đây ông từng sinh sống ở xứ Gaule dưới cái tên này. Theo ông thì trước khi đầu thai vào một thân thể khác thì linh hồn đã mang cá tính riêng mà nó giữ lại sau khi rời thể xác.